# ارمک (هوراند)
ارمک یکی از روستاهای استان آذربایجان شرقی است که در دهستان چهاردانگه بخش مرکزی شهرستان هوراند واقع شده‌است. این روستا ۱۱۸ نفر جمعیت دارد.